# Taro Hasegawa
Taro Hasegawa (Tokio, 17 augustus 1979) is een voormalig Japans voetballer.

## Carrière
Taro Hasegawa speelde tussen 1998 en 2010 voor Kashiwa Reysol, Albirex Niigata, Ventforet Kofu, Tokushima Vortis, Yokohama FC en Giravanz Kitakyushu.